# Any Given Sundance
«Any Given Sundance» (с англ. — «Случайный фестиваль») — восемнадцатый эпизод девятнадцатого сезона Симпсонов, премьера состоялась 4 мая 2008 года.

## Сюжет
Семья Симпсонов отправляется на автомобильный пикник, и если Гомер и Барт крадут еду у других, Лиза хлопочет над съемкой школьного видеопроекта, и смотрит на жизнь в своей собственной перспективе. Лиза показывает фильм к своему учителю, который говорит, что он любит её, но ему не хватает драматизма. Директор Скиннер рассказывает, что у него есть тайная страсть к кино. Он заставляет Лизу создать фильм, который будет включать в себя много драмы, и Лиза приходит к выводу, что единственный истинный источник драмы — это её семья. Лиза начинает снимать повседневную деятельность её семьи.
Суперинтендант Чалмерс принимает во внимание кино Лизы и убеждает Скиннер отправить фильм Лизы на кинофестиваль «Сандэнс». Организаторы Sundance согласны на показ фильма Лизы, так как она является интеллектуальным неудачником, и её фильм — это не основная продукция. Кино Лизы, «Захват Симпсонов» (название пародирует фильм «Захват Фридманов») принято. Когда семья узнаёт, что фильм Лизы был принят, все они едут в Парк-Сити, Юта, с нетерпением ожидая премьеры фильма. А также они получают специальные пропуска в фильмы, которая Мардж выбрала по ошибке неадекватные фильмы. Скиннер и Чалмерс пытаются пройти на фильм, но не могут это сделать из-за Барта. «Захват Симпсонов», произведенный компанией «Производство Чалмскинн», начинается. Лиза показывает её семью во всех её нарушениях. Зрители начинают делать кислые замечания о её семье. Одна сцена показывает, как Барт бьёт посуду, Гомер ходит с голыми ногами, Мардж убирает за ними, а Лиза поздравляет Мардж с днём рождения. Фильм заканчивается и получает аплодисменты стоя. Гомер, Мардж, Барт и Мэгги в ужасе от того, как фильм изображает их, и не могут поверить, что Лиза сделала бы такую вещь. Она пытается объяснить, что редакторы, возможно, изменили его, до тех пор, пока не увидела список её в качестве редактора (некоторые позаботились — если Лиза начнет жаловаться, что это не ее затея унизить Симпсонов, и специально поставили ее в список редактора). Продавец Комиксов отправляет восторженный отзыв в его блог, чтобы весь мир узнал об этом фильме.

Семья Лизы думает, что она изобразила их как монстров, и злится на неё.

Семья злится на Лизу и начинает игнорировать её, что побуждает её хотеть взять назад свой фильм. Между тем некоторые дистрибьюторы находят Скиннера и Чалмерса и хотят купить кино Лизы. Скиннер согласовывает условия продажи, которые включают в себя доступ к самой эксклюзивной VIP-палатке на фестивале. Фильм становится очень популярным, но семья Лизы понимает, другие ненавидят их, потому что они были показаны в фильме (один человек желает Мэгги смерти), и подход семье и просить их действовать так, как они делали в кино. Лиза чувствует, что нужно извиниться за то, что она сделала для семьи, и стоит в глубокой задумчивости, когда Джим Джармуш подходит к ней и говорит, что он всё понимает, потому что фильмы с его участием также о социальных изгоях, испытывающих тёмную сторону американской мечты. Лиза, однако, чувствует, что она, может быть, глубоко внутри, унизил её семьи на цель. Он говорит ей, что ответ на её вопрос, действительно ли её семья простит её, в фильме: «Жизнь блевота», документальный фильм Нельсона Манца, произведённый «Производством Чалмскинн». Он показывает, как Нельсон борется с жизнью, где Миссис Манц вор и сильно пьёт. Когда фильм заканчивается, Лиза узнаёт, что хотя её семья может ставить её в неловкое положение, унизить, или раздражать, есть и другие семьи с более сложными проблемами. Она просит прощения у своей семьи, и они с благодарностью принимают её обратно. Нельсон и миссис Минтц, которые находятся в центре внимания, пользуются им.
В конце концов, мы видим, что Скиннер и Чалмерс разговаривают с Джоном С. Рейли, который пытается пройти прослушивание для следующего фильма «Производства Чалмскинн», Дух Вилли, но они его отвергают.

## Культурные отсылки
- Название этого эпизода является ссылкой на фильм 1999 года «Каждое воскресенье» (англ. Any Given Sunday).
- Заключительная сцена документального фильма Нельсона напоминает сцену фильма 1959 Франсуа Трюффо «Четыреста ударов».
- Название фильма Лизы, «Захват Симпсонов» также отсылает к документальному фильму о дисфункциональной семье, называется «Захват Фридманов».
- В эпизоде также есть песня группы Spoon «I Turn My Camera On», как музыка для фильма о повседневной деятельности Симпсонов.
- Джим Джармуш утверждает, что делает «Оптом дешевле 3» гораздо более тёмным продолжением комедийных фильмов «Оптом дешевле».
- Когда семья приезжает в Парк-Сити, там есть приветственный баннер, на котором написано: «Фестиваль Сандэнс: Где Паркер Поузи встретится с Парка-ед Позерами», ссылка на актрису Паркер Поузи, которая была названа «королевой Инди» за её несколько появлений в независимых фильмах.
- Этот эпизод знаменует собой третий эпизод этого сезона, который ссылается на вегетарианство Лизы после Papa Don’t Leech, который показывает знак вегетарианства на её скаутской форме, и Apocalypse Cow, чей основной элемент основывается на её вегетарианстве и её попытках привести семью к её целям (в буквальном смысле вплоть до игры с совестью Барта).
- Название камеры "My Little Sony" — отсылка к мультфильму "My Little Pony".

## Отношение критиков и публики
Ричард Келлер из TV Squad назвал «Any Given Sundance» «так себе эпизодом» и сказал, что это просто было ощущение одного из таких выпусков, который вы посмотрели, и шоу закончилось, и плохо то, что вы действительно не помните, что произошло. Его любимая часть эпизода — документальный фильм Нельсона, который он сравнил с фильмом Барни Гамбла в A Star Is Burns. «Any Given Sundance» посмотрело 6,18 млн человек во время его первого показа 4 мая 2008 года.